# Vicente del Bosque
Vicente del Bosque González, I Markiz de Del Bosque (ur. 23 grudnia 1950 w Salamance) – hiszpański piłkarz i trener piłkarski. Karierę zawodniczą zakończył w 1984. W latach 2008–2016 selekcjoner reprezentacji Hiszpanii. Jako selekcjoner kadry zdobył dwa najważniejsze trofea międzynarodowe: mistrzostwo świata w 2010 i mistrzostwo Europy w 2012. Prowadził także reprezentację na Mundialu 2014, jednak na tym turnieju jego podopieczni zaliczyli jedną z największych porażek w historii hiszpańskiego piłkarstwa: po raz pierwszy od 1998 roku nie wyszli z grupy w czasie mistrzostw świata. Po słabych dla Hiszpanów Mistrzostwach Europy 2016, gdzie polegli w 1/8 finału z Włochami wynikiem 2:0, złożył rezygnację ze stanowiska selekcjonera tej reprezentacji.

## Życiorys
Jako zawodnik grał na pozycji obrońcy, większość kariery spędził w Realu Madryt, z którym pięciokrotnie wygrał ligę i czterokrotnie Copa del Rey. 18 razy wystąpił w reprezentacji Hiszpanii.
Jako trener po raz pierwszy prowadził Real Madryt przez kilka miesięcy w 1994. Następny epizod z pierwszą drużyną Los Blancos trwał tylko przez jeden mecz w 1996. W obu przypadkach był jedynie trenerem tymczasowym, przeniesionym z funkcji szkoleniowca rezerw.
Trzeci raz został pierwszym trenerem po zwolnieniu Johna Toshacka, tym razem już nie tymczasowo. Przez cztery sezony doprowadził Real Madryt do m.in. dwóch zwycięstw w Lidze Mistrzów i dwóch w lidze hiszpańskiej. Prowadził klub w 186 meczach, z których wygrał 104.
W 2003 został niespodziewanie zwolniony dzień po zdobyciu przez Real Madryt 29. tytułu mistrza Hiszpanii w historii. Odrzucił propozycję zostania dyrektorem technicznym i odszedł z klubu. Następnie był trenerem Beşiktaşu JK. W 2008 zastąpił Luisa Aragonésa na stanowisku szkoleniowca reprezentacji Hiszpanii, który na Euro 2008 zdobył Mistrzostwo Europy pokonując w finale „Die Nationalelf” 1:0. Del Bosque z La Furia Roja w 2010 zdobył mistrzostwo świata w Południowej Afryce. Na Euro 2012 Hiszpanie prowadzeni przez del Bosque obronili tytuł wywalczony 4 lata wcześniej, pokonując najpierw w półfinale reprezentacje Portugalii 4:2 (rzuty karne) a w finale reprezentację Włoch 4:0. La Furia Roja została w ten sposób pierwszą w historii drużyną, która wywalczyła mistrzostwo Europy dwa razy z rzędu. Podczas Mistrzostw Świata 2014 w Brazylii prowadzona przez niego Hiszpania przegrała dwa mecze w grupie pierwszy mecz z Holandią 1:5 z Chile 0:2 a trzeci wygrała 3:0 z Australią zajmując trzecie miejsce w grupie B i tym samym odpadła już po fazie grupowej, nie kwalifikując się do 1/8 turnieju. Zostali tym samym drugim z rzędu obrońcą tytułu (po reprezentacji Włoch) który odpadł z Mundialu już po rundzie grupowej.
Uszlachcony 3 lutego 2011 r. przez króla Jana Karola.

## Osiągnięcia

### Zawodnik
Real Madryt
- Mistrzostwo Hiszpanii: 1974/75, 1975/76, 1977/78, 1978/79, 1979/80
- Puchar Króla: 1973/74, 1974/75, 1979/80, 1981/82

### Trener
Real Madryt
- Mistrzostwo Hiszpanii: 2000/01, 2002/03
- Superpuchar Hiszpanii: 2001
- Liga Mistrzów: 1999/2000, 2001/02
- Superpuchar Europy: 2002
- Puchar Interkontynentalny: 2002
- Copa Iberoamericana: 1994

Reprezentacja Hiszpanii
- Mistrzostwo Świata: 2010
- Mistrzostwo Europy: 2012

### Indywidualne
- Złota Piłka dla Najlepszego Trenera Świata według FIFA: 2012